# 帕丘塔 (密西西比州)
帕丘塔（英語：Pachuta）是位於美國密西西比州克拉克縣的城鎮。

## 人口
根據2020年美國人口普查的數據，帕丘塔的面積為6.32平方千米，皆為陸地。當地共有人口207人，而人口密度為每平方千米33人。